# Sternotomis kuntzeni
Sternotomis kuntzeni là một loài bọ cánh cứng trong họ Cerambycidae.